# Heinz Ufer (Archivar)
Heinz Ufer (* 8. Dezember 1926 in Freiberg; † 22. Dezember 1975) war ein deutscher Archivar und Heimatforscher.

## Leben
Ufer wurde in der sächsischen Bergstadt Freiberg im Erzgebirge geboren und erlebte in seiner Jugend die Wirren des Zweiten Weltkrieges. Nach dem Schulbesuch nahm er eine Lehre zum Feinmechaniker auf. Doch schon bald entdeckte er seine Vorliebe zur Heimatgeschichte und zum Archivwesen und erhielt eine Stelle im Stadtarchiv Freiberg, dessen Leitung er später übernahm. Heinz Ufer publizierte eine Reihe von heimatgeschichtlichen Aufsätzen, darunter auf der Lokalseite der Freien Presse und in Die Blende. Heimatblätter der Kreise Freiberg und Brand-Erbisdorf. Besonders bekannt wurde er jedoch für sein in mehreren hohen Auflagen erschienenes Brockhaus-Wanderheft Freiberg und durch den posthum erschienenen Brockhaus-Stadtführer Freiberg.
Heinz Ufer war seit 1950 verheiratet und hinterließ zwei Kinder.

## Werke (Auswahl)
- 100 Jahre Krankenhaus Freiberg. In: Neue Freiberger Wochenzeitung, Freiberg, Bd. 2 (1961), S. 43
- Freiberg (= Brockhaus-Wanderheft, 1), Leipzig 1968; 2. Aufl. 1970.
- Archivarische Quellennachweise zur Geschichte der örtlichen Arbeiterbewegung des Stadt- und Kreisarchive im Bezirk Karl-Marx-Stadt, Heft 1: Stadtarchiv Freiberg, Karl-Marx-Stadt, Rat des Bezirkes, 1970.
- Die Stadtgemeinde Freiberg und ihre Beziehungen zum Bergbau im 12. und 13. Jahrhundert. In: 800 Jahre Freiberger Bergbau, Leipzig, Deutscher Verlag für Grundstoffindustrie, 1970, S. 27–32 (Nachdruck 2004 bei der Technischen Universität Bergakademie Freiberg in den Freiberger Forschungshefte, Reihe D, Wirtschaftswissenschaften, Geschichte, Bd. 70).
- Methoden und Erfahrungen der Öffentlichkeitsarbeit des Stadtarchivs Freiberg. In: Archivmitteilungen, Potsdam, Bd. 21 (1971), S. 116–117.
- Zur Bevölkerungsstatistik der Stadt Freiberg. In: Schriftenreihe Stadt- und Bergbaumuseum Freiberg, Museum zur Kulturgeschichte des Bergbaus, Freiberg, Bd. 1 (1973), S. 19–29.
- Brockhaus-Stadtführer: Freiberg, Leipzig 1976.
- Tourist-Stadtführer: Freiberg, Berlin 1979 (2. Aufl. des 1976 erschienenen Brockhaus-Stadtführers).